# پلیس جوان (مجموعه تلویزیونی)
پلیس جوان یک مجموعه تلویزیونی به کارگردانی سیروس مقدم است. اين مجموعه در سال ۱۳۸۰ از شبکه سه پخش شد.

## خلاصه داستان
یونس، پلیس جوانی است که پدرش قاضی دادگستری بود و به طرز مشکوکی به قتل می‌رسد. او به انگیزهٔ کشف راز قتل پدر و نیز به توصیه مادرش، بعد از به هم خوردن مراسم عقد با دختر عمویش نیلوفر، با دلی شکسته وارد دانشکدهٔ پلیس می‌شود و بعدها به عنوان ستوان آگاهی مشغول به کار می‌شود. او در خلال جستجوهایی که برای کشف راز قتل پدرش انجام می‌دهد متوجه مواردی می‌شود.

## بازیگران
| بازیگر            | نقش                    | توضیحات |
| ----------------- | ---------------------- | --- |
| شهاب حسینی        | یونس بهگرد             | پسر زیور و جلال نامزد نیلوفر برادرزاده وثوق                                                                                 |
| مریلا زارعی       | بیتا مساعد             | خبرنگار همسر حبیب مهاباد |
| میترا حجار        | نیلوفر مهرجو (بهگرد)   | نامزد یونس دختر وثوق خواهرزاده اردشیر                                                                                       |
| پروانه معصومی     | زیور                   | مادر یونس همسر سابق جلال رئیس مادران خط نجات                                                                                |
| سعید نیک‌پور       | جلال بهگرد، وثوق بهگرد | برادران بهگرد(قاضی جلال) (وکیل وثوق)جلال: پدر یونس، همسر زیور و برادر وثوق و وثوق در نقش عموی یونس وپدر نیلوفر و برادر جلال |
| داریوش ارجمند     | تیمسار پوریا           | دوست جلال و وثوق |
| فرهاد اصلانی      | حبیب مهاباد            | پلیس کلانتری، همسر بیتا مساعد                                                                                               |
| محمدرضا داوودنژاد | اردشیر مهرجو           | دایی نیلوفر |
| حسین خانی‌بیک      | سرهنگ درخشان           | رئیس کلانتری |
| عسگر قدس          | اسفندیار تورانی        | رئیس باندخلافکارها |
| فرهاد بشارتی      | عزیزالله قلندری        | پلیس کلانتری، داماد علی آبادی                                                                                               |
| مهدی صباغی        | سرگرد ابراهیم علی‌آبادی | پلیس کلانتری، پدرزن قلندری                                                                                                  |
| پانته‌آ بهرام      | شیرین                  | زن همسایه |
| محمدعلی الله قلی  | نسیم جنی(نسیم پاکدل)   | پلیس نامحسوس |
| نعیمه نظام‌دوست    | ژینوس                  | نامزد اسفندیار تورانی |
| گیتی معینی        | خانم نایب (صغری خانم)  | عضو گروه مادران خط نجات |
| ساقی زینتی        | ملوک تاج‌خانم           | عضو گروه مادران خط نجات |
| عنایت بخشی        | نادری                  | همسر مه‌لقا |
| مجید صالحی        | جمشید                  | پسر مه‌لقا برادر لیلا |
| هما خاکپاش        | مه‌لقا                  | همسر نادری مادر جمشید و لیلا                                                                                                |
| هایده حائری       | خانم اکبری             | مادر فرید |
| احمدرضا اسعدی     |                        | |
| حامد کلاهداری     | فرید اکبری             | پسر خانواده اکبری |
| آمنه کیوانی       | مهتاب                  | دوست بیتا مساعد |
| اکبر قدمی         | پدر غزاله              | پدر دختری که خودکشی کرد |
| حسین چنگی         | سرکار چنگیز            | مسئول بازداشتگاه |
| خسرو فرخزادی      | وهابی (مندنی)          | رئیس هتل، عامل اتش سوزی شب ققنوس ،شریک اسفندیار                                                                             |
| شهناز شهبازی      | شهرزاد                 | نامزد وهابی، آدم اسفندیار                                                                                                   |
| لوریک میناسیان    | مادر ناریه             | مادر دوست نیلوفر |
| زهرا سعیدی        | همسر جبار              | همسر جنازه لای گونی |
| افشین سنگ‌چاپ      | پلیس                   | زیردست تیمسار پوریا |
| افسانه ناصری      | خانم درخشان            | همسر سرهنگ درخشان و مادر افشین                                                                                              |

## حواشی
به گفته‌ی سیروس مقدم حدود ۳۰ الی ۱۲۰ دقيقه سریال از جمله بخش‌های بیماری ایدز شخصیت نیلوفر، دلايل بيماری‌اش و نقدهايی كه به سيستم پليس شده بود، دچار ممیزی و حذف شد.